# Crying Song
«Crying Song» (с англ. — «песня-плач», «плачущая песня») — песня группы Pink Floyd с альбома 1969 года More — саундтрека к фильму Барбета Шрёдера «Ещё» (More). Представлена на первой стороне LP третьим по счёту треком. Автор музыки и слов песни «Crying Song» — Роджер Уотерс, вокальную партию в этой песне исполняет Дэвид Гилмор. Строчка «let me roll away the stone» («помоги мне откатить камень») является образом, к которому Уотерс возвращается позднее в лирике альбомов Animals и The Wall.
В фильме «Ещё» песня «Crying Song» звучит ближе к финалу, проигрываемая кассетным магнитофоном, сопровождая кадры беседующих в комнате главных героев, Эстелла рисует при этом картину, а Стефан курит трубку. Стефан сообщает Эстелле, что получил аванс и собирается расплатиться с Вольфом. Сразу же после «Crying Song» звучит отрывок из композиции «Up the Khyber».

## Участники записи
- Дэвид Гилмор — классическая акустическая гитара, вокал;
- Ричард Райт — вибрафон, возможно, бэк-вокал[источник не указан 3281 день];
- Роджер Уотерс — бас-гитара;
- Ник Мейсон — малый барабан.